# Charles Roux
Pour les articles homonymes, voir Roux (patronyme).
Cet article possède un paronyme, voir Charles-Roux.
Charles Roux est un homme politique français né le 22 juillet 1860 à Château-Renard dans le département du Loiret et mort le 18 janvier 1938 dans la même ville.
Il exerce notamment la fonction de député du Loiret sous la Troisième République.

## Biographie
Charles Roux naît le 22 juillet 1860 à Châteaurenard, commune à l'est du département du Loiret située à une quinzaine de kilomètres de Montargis. Il a épousé Marie Lavillette.
Agriculteur, il est élu maire de Châteaurenard à une date indéterminée puis conseiller général du canton de Châteaurenard en 1904. Pour une raison inconnue, il occupe cette dernière fonction moins d'une année.
Au lendemain de la Première Guerre mondiale, il est élu député du Loiret de 1919 à 1928 au cours des XII et XIIIe législatures de la Troisième République, siégeant au groupe radical et radical-socialiste. Son activité parlementaire est assez faible.
Il ne se représenta pas aux élections législatives de 1928.
Il meurt dans sa ville de naissance le 18 janvier 1938 à l'âge de 77 ans.
La famille de Paul Gache héritera de sa maison et c'est là que ce dernier recevra notamment Xavier Deniau.